# Durio testudinarius
Durio testudinarius Becc. è un albero della famiglia delle Malvacee endemico del Borneo, localmente noto come durian kura kura (letteralmente "durian tartaruga")